# Schlotheimia mucronifolia
Schlotheimia mucronifolia là một loài rêu trong họ Orthotrichaceae. Loài này được (Hook. & Grev.) Kindb. mô tả khoa học đầu tiên năm 1897.